# Libanios
 (mars 2022).
Libanios (en grec ancien : Λιϐάνιος / Libánios; en latin Libanius) est un rhéteur syrien de culture grecque de l'Antiquité tardive (314-v. 393). Il occupe une place de premier plan dans la littérature grecque du IVe siècle, et il fut un grand défenseur de l'hellénisme.

## Biographie
Libanios est né en 314 à Antioche de Syrie, une des plus importantes métropoles de l'Empire romain. Il est issu d’une influente famille curiale, mais qui s'était appauvrie. Il perd son père vers l’âge de onze ans, et ce sont sa mère et ses deux oncles Panolbios et Phasganiois qui veillent sur ses études. Ses origines lui permettent de bénéficier d'une bonne formation.
Vers l'âge de quinze ans, il décide de se consacrer entièrement à la rhétorique. Il se lance pour cela seul dans l'étude de la rhétorique classique avant de se rendre à Athènes, où il parfait sa formation auprès de Diophantus. Il y reste de 336 à 340,,.
Entretemps, il avait rejeté l'enseignement de Zenobios d'Elusa (auquel il devait succéder comme sophiste d'Antioche après 354) parce qu'il le trouve de piètre qualité, il suit un parcours d'études atypique en se formant par lui-même tout en continuant de travailler chez un bon grammairien, qui pourrait être Didymus Chalcenterus.
En 340, Nicoklès, un grammatiste de Sparte, lui offre un poste de professeur (sophiste) à Constantinople, mais ce poste lui échappe et il doit s'installer à son compte. Professeur libre, il vit des revenus de ses cours (il a eu jusqu'à quatre-vingts élèves). Mais sa renommée grandissante pousse l'empereur à le garder à Constantinople, et à lui offrir une nomination à un titre surnuméraire.
Néanmoins ses rivaux profitent des émeutes entre ariens et nicéens et de la répression de 342 pour le chasser de la ville. Après un bref passage par Nicée, Libanios se réfugie à Nicomédie, ville de Bithynie, où son art de la rhétorique lui attire la célébrité. Il vit alors une période heureuse et très productive. C'est à cette époque qu'il aurait pu avoir dans son auditoire Basile de Césarée, et que le futur empereur Julien se fit remettre en secret ses cours. Rappelé à Constantinople par l'empereur Constance II vers 347/348, Libanios ne s'y plaît pas. Il refuse une chaire de rhétorique en 354 à Athènes, mais en accepte une à Antioche, où il resta jusqu'à sa mort.
Peu après son retour, il prend une concubine d’origine servile avec laquelle il a un fils, Arabios (renommé Cimon). Il acquiert rapidement une grande réputation de rhéteur dans la ville. De plus, il développe de très bons contacts avec les dirigeants municipaux ainsi qu'avec les fonctionnaires de la cour de l'empereur Constance II. Son successeur, l'empereur Julien, installe un temps son palais à Antioche pour préparer une expédition contre la Perse. Mais son paganisme affiché et sa rigueur morale provoquent un conflit avec la population de la ville, ce qui n'est pas pour déplaire à Libanios qui entretient une relation amicale avec l'empereur. La mort de Julien en 363, au cours de la bataille de Ctésiphon, a une double conséquence pour Libianos : d'une part il est personnellement affecté par ce décès, d'autre part il voit s'effacer définitivement le projet et l'espoir d'un retour à l'empire païen d'Auguste, Trajan et Marc Aurèle. C'est vers cette époque qu'il dut avoir pour élève le futur évêque Amphiloque d'Iconium, nom auquel les auteurs chrétiens ultérieurs ajoutent celui de Jean Chrysostome, qui aurait aussi suivi ses enseignements.
La période qui suit la mort de Julien est plus difficile pour Libanios. La tentative de coup d'État menée par Procope contre le nouvel empereur Valens vers 365, à laquelle bon nombre de cités de Syrie se sont associées, et surtout la conspiration menée par Théodore d'Antioche alors que Valens venait d'établir sa capitale dans cette cité dans le cadre d'opérations militaires (371/372), tout cela a entraîné des représailles sévères à l'égard des cités d'Orient et la persécution de beaucoup d'intellectuels païens. Même si, en raison de l'influence qu'il conservait à la cour, Libanios ne fut pas directement touché par les persécutions, cette affaire le marqua, même si ses écrits ne manifestent pas d'hostilité particulière à l'égard de cet empereur.
Après la catastrophe de la bataille d'Andrinople et la mort de Valens en 378, Libanios put à nouveau obtenir les faveurs de la cour du nouvel empereur Théodose Ier. Il interpelle ce dernier en faveur des sanctuaires païens et pour dénoncer divers abus des puissants. Vers 383/384, il reçoit le titre de questeur honoraire.
On admet communément qu'il est mort vers 393. Bien qu'il fût païen et grand admirateur et ami de l'empereur Julien, les auteurs chrétiens du siècle suivant (Socrate de Constantinople, Sozomène) lui ont attribué pour élèves Jean Chrysostome, Basile le Grand, Grégoire de Naziance et Grégoire de Nysse.

## Libanios, rhéteur et sophiste
Libanios exerce le métier de professeur, dispensateur de la paideia et de la tradition culturelle grecque classique, seule culture noble à ses yeux. Culture d'autant plus noble et importante que cette tradition perd son importance dans la romanité, surtout dans la partie occidentale de l'empire où la latinité s'affirme avec la montée du christianisme et de l'Église. On est loin du célèbre constat d'Horace (65 à 8 av. J.-C.) : « La Grèce conquise a conquis son farouche vainqueur et apporté les arts dans le rustique Latium. »
Pour Libanios l'éloquence rhétorique n'est pas simplement une profession où il veut exceller; c'est un art de vivre, un élément fondamental de l'homme bien fait. En cela, il s'inscrit dans la tradition isocratique, cette tradition pédagogique de la rhétorique où, selon le mot d'Isocrate (436 – 338 av. J.-C..-), « l'art oratoire apprend à bien penser, à bien agir en même temps qu'à bien écrire  ». De la même manière, on peut aussi trouver les racines de la pensée réactionnaire et du« nationalisme » hellénique[réf. nécessaire] de Libanios dans la célèbre remarque du même Isocrate dans le Panégyrique : « Grâce à Athènes, le nom de "Grecs" semble désigner moins une race qu'une forme de pensée et l'on mérite plus d'être appelé "Grecs" si l'on a reçu sa part de la culture athénienne que si l'on est seulement d'origine grecque. »
Conscient de l'évolution de son siècle, LIbanios combat tous ceux qui, à ses yeux, sont des adversaires de la culture grecque et de ses traditions païennes, comme les empereurs Constantin et surtout Constance II, à qui l'on doit une politique de répression contre le paganisme. Il soutient les hommes favorables à la réaction païenne, tel l'empereur Julien.
Il combat aussi l'évolution centralisatrice du pouvoir et l'interventionnisme croissant des empereurs dans la cité en ce IVe siècle, qui s'opposent à l'idéal libéral de la civilisation hellénique.

## Œuvre

### Une richesse...

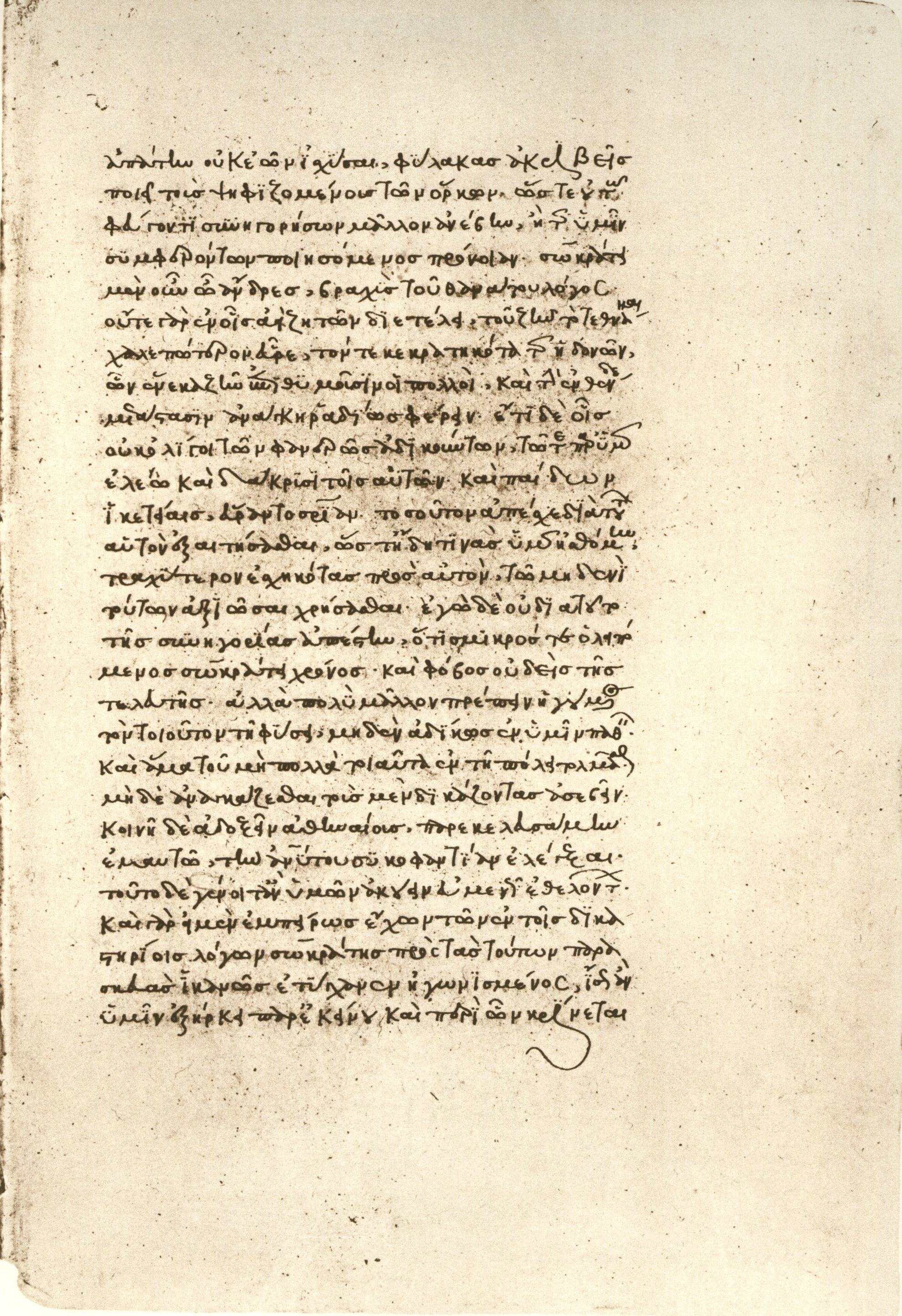
Libanius, Discours, in Vaticanus Urbinas graecus 126, folio 124r. Rome, Biblioteque apostolique vaticane.

Libanios est un rhéteur parmi les plus doués et les plus prolifiques de l'Antiquité tardive, à quoi s'ajoute que son œuvre est particulièrement bien conservée. En fait, il s'agit du troisième plus grand corpus de textes de l'Antiquité classique qui est venu jusqu'à nous — l'œuvre occupe onze volumes dans l'édition de Richard Förster. Elle fit l'admiration de ses contemporains et servit de modèle pendant toute l'histoire de Byzance. Sa notoriété fut grande aussi en Europe pendant la Renaissance. . 
Son œuvre se divise en différents genres littéraires, au nombre de cinq: déclamations (declamatio), discours (oratio), et lettres, ainsi que des hypothèses et des progymnasmata. Les déclamations sont au nombre de cinquante et une, elles portent essentiellement sur des sujets historiques et mythologiques ; soixante-quatre discours (oratio, « oration ») sur des thèmes tels que l’art oratoire, la justice ou les problèmes relatifs à la vie des écoles et des grandes cités d’Orient ; mille cinq cents quarante-quatre lettres adressées aux empereurs, aux préfets, à des rhéteurs, des philosophes ou des évêques; d'autre part, soixante-quatre discours. Les Hypothèses sont des résumés (hypotheses) des discours de Démosthène. Quant aux Progymnasmata, il s'agit d'« exercices » (gymnasmata) « préliminaires à » (pro-) la déclamation, soit cent quarante-quatre texte relevant de différents types d'exercices,.

### ... insuffisamment connue
Après avoir été plutôt oublié, Libanius est à nouveau lu et plus étudié depuis une quarantaine d'années. C'est que son œuvre occupe une place prépondérante dans la littérature du IVe siècle, et qu'il est un auteur « incontournable », mentionné dans la plupart des études sur l'antiquité tardive, car il est souvent une de nos meilleures sources sur plusieurs aspects ou personnalités de la société du IVe siècle. Et pourtant, il reste souvent mal connu et en partie négligé par la recherche. On peut y voir deux raisons. Tout d'abord, la difficulté d'accéder à une œuvre prolifique, dont on a essentiellement des traductions partielles en différentes langues ; ensuite, il n'est pas aisé de mesurer son potentiel réel : son œuvre est souvent utilisée pour y chercher telle ou telle information particulière, si bien que l'on néglige la richesse de ses textes et que l'on passe à côté des éléments les plus intéressants qu'ils contiennent.

### Sélection de textes importants
- Autobiographie ou Sur sa propre fortune, en deux parties écrites entre 374 et 392
- Discours 12 à 18, qui concernent l'empereur Julien (parmi eux : Discours de bienvenue à Julien (« Prosphonétikos ») (362) ; Aux Antiochiens sur la colère de l'Empereur (363) ; Éloge funèbre de Julien (« Epitaphios logos ») (365)
- Panégyrique de Constance II (« Basilikos logos ») (346)
- Éloge d'Antioche (356) (« Antiochikos ») où Libanios fait l’éloge de Daphné, un des quartiers de cette ville : « Un éclat brillant envahit les yeux, qui tourne le spectateur de tous côtés : sanctuaire d’Apollon, temple de Zeus, stade olympique, théâtre absolument exquis, cyprès en masse, épais et haut dressés... »
- Pour les sanctuaires (« Pro templis ») (386)

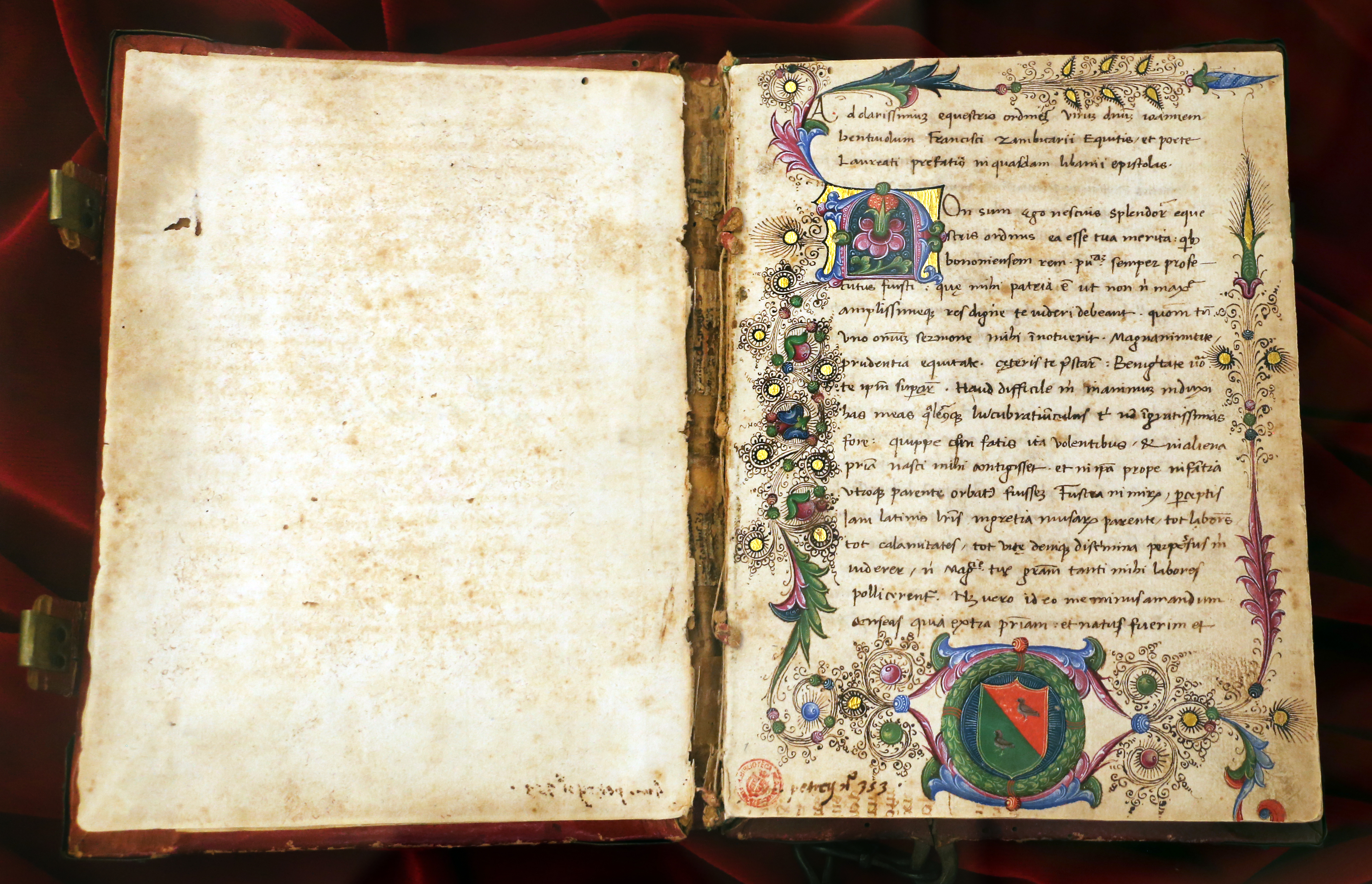
Libanios, Lettres. Trad en latin de Francesco Zambeccari, vers 1490. Florence, Bibliothèque Laurentienne.